# George Barron (beeldhouwer)
George Barron (Moengo, 5 november 1949 - Paramaribo, 27 april 2017) was een Surinaams beeldhouwer, winti-natuurgenezer en projectontwikkelaar. Een van zijn bekendste werken is het standbeeld van Alida in Wageningen. Hij kende zijn actiefste periode in de jaren zeventig en tachtig.

## Biografie
George Barron is een broer van schrijver en dichter Gerrit Barron; ze komen uit een arbeidersgezin uit het oostelijke bauxietdorp Moengo. Hun ouders hadden als hobby verhalen vertellen, toneel spelen en zingen. Daarnaast werd hen jong geleerd de handen uit de mouwen te steken. Hij doorliep de mulo in Suriname.
Begin jaren 1970 hield hij een solotentoonstelling in het Cultureel Centrum Nickerie dat kort ervoor was geopend. Hier toonde hij een aantal kleinere beelden.
In de jaren zeventig maakte hij twee beelden die in de open lucht van het dorp Wageningen staan opgesteld. Een ervan is het metershoge beeld van de slavin Alida, dat hij in 1973 voor het 110-jarige jubileum van de afschaffing van de slavernij maakte. Volgens de mondelinge overlevering zou haar een borst afgesneden zijn door plantagehoudster Susanna du Plessis omdat haar man Alida zou hebben aanbeden. Kort na de onthulling van dit beeld kreeg hij de opdracht van de Stichting Machinale Landbouw om een jubileumbeeld te maken van deze toen bloeiende onderneming in het dorp. Het is een abstract beeld van vier meter hoog geworden en staat op het centrale plein van het dorp. Het heeft een ijzeren skelet waarom bauxietcement is geboetseerd.
Naast zijn kunstenaarschap hield hij zich bezig met het geven van winti-therapie. In 1984 opende hij hiervoor het centrum Hakwatimba in Amsterdam. Hij was van huis uit niet met winti opgegroeid maar verdiepte zich hier later in. Daarnaast hield hij zich bezig met transcendente meditatie. Deze invloeden zijn terug te vinden in zijn kunstwerken.